# كلوريد الموليبدنوم الثنائي
كلوريد الموليبدنوم الثنائي (أو ثنائي كلوريد الموليبدنوم) هو مركب كيميائي لاعضوي صيغته MoCl2 ويوجد على هيئة صلب أصفر.

## التحضير
يحضر هذا المركب من التحلل الحراري لمركب كلوريد الموليبدنوم الثلاثي:
{\displaystyle \mathrm {12\ MoCl_{3}\longrightarrow [Mo_{6}Cl_{8}]Cl_{4}+6\ MoCl_{4}} }
أو من تفاعل الموليبدنوم مع الفوسحين:
{\displaystyle \mathrm {6Mo+6\ COCl_{2}\longrightarrow [Mo_{6}Cl_{8}]Cl_{4}+6\ CO} }
أو من تفاعل الموليبدنوم مع كلوريد الموليبدنوم الرباعي:
{\displaystyle {\ce {3 MoCl4 + 3 Mo -> (Mo6Cl8)Cl4}}}

## الخواص
يوجد هذا المركب في الشروط القياسية على هيئة صلب أصفر.